# Xã Alton, Quận Madison, Illinois
Xã Alton (tiếng Anh: Alton Township) là một xã thuộc quận Madison, tiểu bang Illinois, Hoa Kỳ. Năm 2010, dân số của xã này là 27.865 người.